# كارل أوبيرج

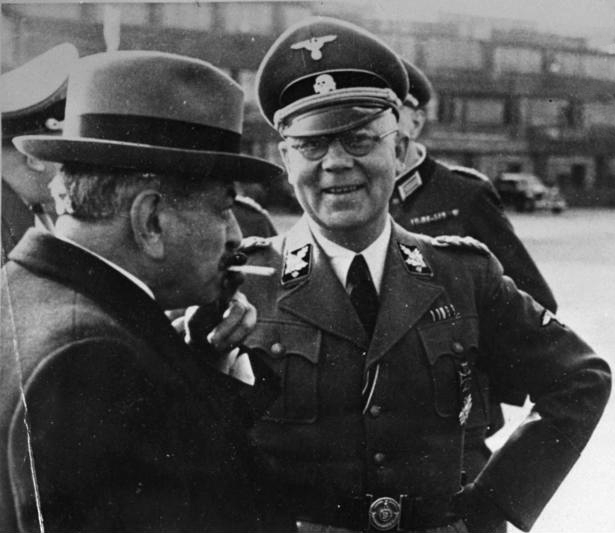
أوبيرج مع بيير لافال (على اليسار)

كارل ألبرخ أوبيرج (27 يناير 1897 - 3 يونيو 1965) ولد في هامبورغ وتوفي في فلنسبورغ هو قائد وحدات الشرطة الألمانية في فرنسا خلال الاحتلال النازي في الحرب العالمية الثانية.

## منصبه النازي
من 1942 إلى 1944 ترأس وحدات الشرطة الألمانية في فرنسا من ضمنها SD والغستابو، اوبيرج كانت لديه السلطة العليا في فرنسا في مايتعلق يالسياسة المناهضة لليهود والمعارك ضد المقاومة الفرنسية.
و حسب موقع أسبارتاكوس فلقد قام بارسال 75,000 يهودي إلى مخيمات الاعتقال في بولندا.

## بعد الحرب
حُكم بالإعدام ثم خُفف للحكم المؤبد واطلق سراحه في 8 نوفمبر 1962 بامر من ديغول على ضوء أجواء اعادجة التقارب مع ألمانيا.